# Stella (Schiff)
Die Stella war ein Dampfschiff der britischen Eisenbahngesellschaft London and South Western Railway (L & SWR). Das 1890 in Dienst gestellte Fährschiff beförderte zwischen Southampton und den britischen Kanalinseln neben Passagieren auch Fracht und Post. Am 30. März 1899 rammte das Schiff in dichtem Nebel und bei voller Geschwindigkeit 15 Meilen vor Saint Peter Port ein zur Felsengruppe der Casquets gehörendes Riff und sank innerhalb von acht Minuten. Von den 217 Menschen an Bord kamen 105 ums Leben. Der Untergang der Stella ist bis heute eines der schwersten Schiffsunglücke der britischen Kanalinseln.

## Das Schiff
Das 1.059 BRT große Dampfschiff Stella wurde 1890 auf der Werft J. & G. Thomson gebaut. Der schlanke eiserne Schiffsrumpf wurde zum Erreichen hoher Geschwindigkeiten konstruiert. Das Schiff wurde durch zwei dreizylindrige Verbunddampfmaschinen und zwei Festpropeller angetrieben und erreichte eine Geschwindigkeit von bis zu 19,5 Knoten (36,1 km/h). Die Maschinenleistung lag bei 5700 PSi (360 nhp). Im Oktober 1890 erfolgte die Fertigstellung.
Eigner war die seit 1838 operierende Eisenbahngesellschaft London and South Western Railway (L&SWR) mit Hauptsitz in London, die über ein ausgedehntes Schienennetz in Südengland verfügte. Das Unternehmen betrieb außerdem eine Flotte von Passagier- und Frachtschiffen, die auf dem Ärmelkanal verkehrten und französische Hafenstädte und die britischen Kanalinseln mit Städten an der Südküste Englands verbanden.
Die Stella und ihre Schwesterschiffe Frederica und Lydia waren die ersten Schiffe der London and South Western Railway, die mit Doppelpropellern versehen wurden. Sie waren die modernsten Schiffe der L&SWR-Flotte, bei denen sehr auf Komfort und Geschwindigkeit geachtet wurde. Alle drei Schiffe waren mit elektrischem Licht, separaten Waschräumen für Frauen sowie einem Rauchsalon und einem Damensalon ausgestattet. Taufpatin beim Stapellauf im September 1890 war eine Miss Chisholm. Der Bau des Schiffs hatte 62.000 Pfund Sterling gekostet, wobei es nur mit 30.000 Pfund Sterling versichert war. Im November 1890 wurde die Stella in Dienst gestellt. Sie fuhr in einem regelmäßigen Linienverkehr von Southampton an der Küste von Hampshire nach Guernsey und Jersey, den beiden größten der britischen Kanalinseln.
Die Stella war mit fünf Rettungsbooten und zwei Faltbooten der Berthon Boat Company ausgestattet und verfügte zudem über ein Sortiment von 754 Schwimmwesten und 36 Rettungsbojen. Obwohl das Schiff bis zu 712 Reisende an Bord nehmen konnte, war in den Rettungsbooten nur Platz für 148 Personen.

## Die letzte Fahrt

### Beginn der Reise
Am Donnerstag, dem 30. März 1899 um 11.25 Uhr lief die Stella vom Eastern Dock Nr. 4 in Southampton unter dem Kommando von Kapitän William Reeks aus. An Bord waren 174 Passagiere und 43 Besatzungsmitglieder. Es war die erste Fahrt der neuen Saison und zudem der Tag vor Karfreitag, sodass sich viele Osterurlauber auf dem Schiff befanden, die die Feiertage auf den Kanalinseln verbringen wollten. Das Unternehmen hatte einen speziellen Osterausflug angeboten.
Gegen 14.00 Uhr wurde es zunächst diesig. Kurz danach dampfte das Schiff in eine dichte Nebelbank. Fast die gesamte Strecke wurde in dichtem Nebel zurückgelegt. Die Geschwindigkeit wurde mehrmals herabgesetzt, aber bald wieder erhöht. Die Stella näherte sich Guernsey trotz des anhaltenden Nebels mit voller Geschwindigkeit, denn Kapitän Reeks wollte Guernsey pünktlich um 17.30 Uhr und Jersey um 19.30 Uhr erreichen. Er ließ zwar das Schiffshorn in regelmäßigen Abständen ertönen, andere Vorsichtsmaßnahmen wurden aber nicht ergriffen.
Kurz vor 16.00 Uhr konnte der Ausguck Felsen direkt voraus ausmachen und das Nebelhorn des nahen Casquets-Leuchtturms hören. Unmittelbar nachdem das Ruder der Stella hart nach Backbord gelegt und die Maschinen auf „Volle Kraft zurück“ gestellt worden waren, kam es zur Grundberührung.

### Kollision und Untergang
15 Meilen vor Saint Peter Port und acht Meilen westlich von Alderney rammte die Stella im dichten Nebel bei einer Geschwindigkeit von 18 Knoten den unter Wasser liegenden Granitfelsen Black Rock, der zur gefährlichen Felsengruppe der Casquets gehörte. Nach dem ersten Aufprall löste sich das Schiff wieder von den Felsen und prallte erneut dagegen. Der Rumpf wurde auf der halben Länge aufgerissen, sodass schnell große Mengen Seewasser in die Schiffshülle hereinbrachen. Während des Untergangs kam es zur Explosion der Dampfkessel.
Vier der fünf Rettungsboote konnten erfolgreich zu Wasser gelassen werden. An der Backbordseite kenterte aber ein völlig überfülltes Rettungsboot gleich nach dem Aufsetzen auf das Wasser. Die Situation an Bord war den Verhältnissen entsprechend diszipliniert und geordnet. Zwar gab es unter den Passagieren auch Zeichen von Angst und Panik, viele Überlebende berichteten später aber vornehmlich von heroischen Szenen und dem vorbildlichen Verhalten der Mannschaft. Die Männer hielten sich zurück und ließen Frauen und Kindern den Vortritt. Dennoch blieb nicht genügend Zeit, um das Schiff vollständig zu evakuieren. Acht Minuten nach der Kollision kenterte die Stella und ging unter.
Zwei der Rettungsboote wurden gegen 8.00 Uhr vormittags am 31. März von der Vera, die ebenfalls der London and South Western Railway gehörte, gefunden und nach Saint Helier auf der Insel Jersey gebracht. Die Insassen der beiden anderen Boote wurden von der Lynx der Great Western Railway gerettet, die sie in Saint Peter Port auf Guernsey an Land setzte. Das gekenterte Rettungsboot, das die See wieder aufgerichtet hatte, wurde 27 Stunden nach dem Untergang von dem französischen Schlepper Marsouin gesichtet. Es befanden sich noch acht Überlebende darin.
86 Passagiere, darunter mindestens 18 Frauen und vier Kinder, sowie 19 Besatzungsmitglieder, darunter die beiden Stewardessen Ada Preston und Mary Rogers, starben durch die Katastrophe (insgesamt 105 Menschen). Auch Kapitän Reeks, der Erste Offizier R. B. Wade und der Chefingenieur L. Love kamen ums Leben. 88 Passagiere und 24 Crewmitglieder überlebten. Obwohl die Bewohner der 17 Meilen entfernten Kanalinsel Sark dumpf die Kesselexplosionen hatten hören können, waren sich die Diensthabenden des Casquets-Leuchtturms der Tragödie zunächst vollkommen unbewusst. Dies änderte sich erst, als der Dampfer Honfleur eintraf, um nach weiteren Überlebenden zu suchen.

## Nachspiel

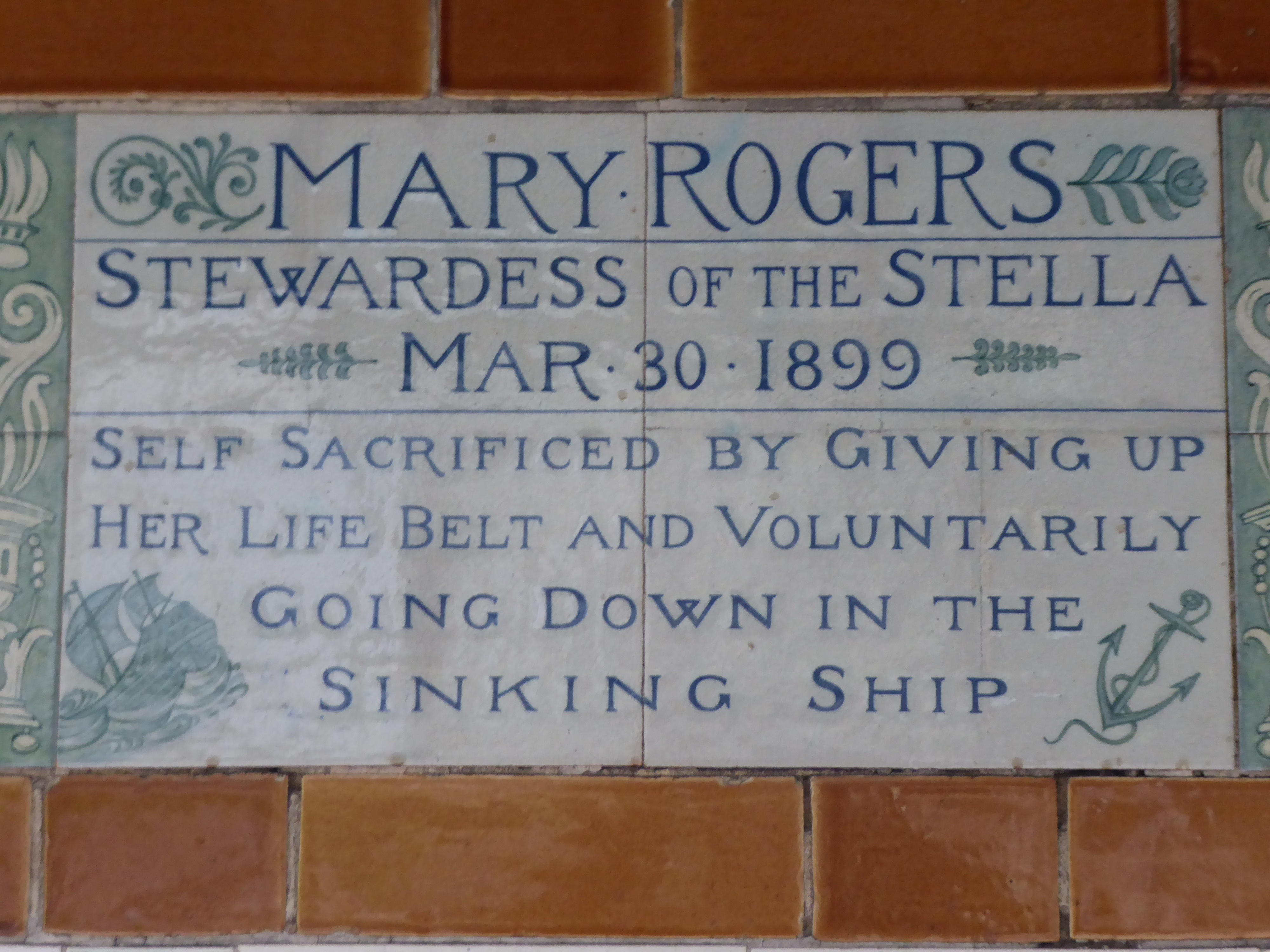
Gedenktafel für Mary Rogers im Postman’s Park

Der Untergang der Stella ist neben dem der Hilda 1905 mit 125 Toten eines der größten Dampferunglücke der Kanalinseln. Das Ereignis sorgte für Schlagzeilen und Diskussionen. Es folgte eine Untersuchung durch den Board of Trade, die ab dem 27. April 1899 unter dem Vorsitz von R. H. B. Marsham in der Middlesex Guildhall in Westminster abgehalten wurde. Es wurde angeprangert, dass sich die London and South Western Railway und ihre größte Rivalin, die Great Western Railway, einen Wettstreit um die Gunst der zahlenden Klientel lieferten und ihre Schiffe dadurch möglichen Risiken aussetzten. Auch die Tatsache, dass es zu wenige Plätze in Rettungsbooten gab, wurde kritisiert.
Die 44-jährige Stewardess Mary Ann Rogers wurde als Heldin der Katastrophe gefeiert. Sie führte Passagiere an Deck, gab ihre Schwimmweste ab und lehnte einen Platz in einem der Boote ab aus Angst, es dadurch zu überfüllen. Sie ging betend mit dem Schiff unter. In der Ladys Chapel der Liverpool Cathedral wurde ihr zu Ehren 1908 ein Buntglasfenster eingebaut, das ihr Porträt zeigt. Daneben existieren noch weitere Ehrenmäler für Rogers. So ist sie zum Beispiel auch auf dem 1900 errichteten Memorial to Heroic Self-Sacrifice im Postman’s Park in London verewigt, das von George Frederic Watts geschaffen wurde.
Zwei Überlebende, der Geschäftsführer der Londoner Niederlassung der American Line, James Parton, und die britische Sängerin Greta Williams, veröffentlichten ihre Augenzeugenberichte. Die Überlebende Marie Bailey hielt ihre Erinnerungen an die Tragödie in ihrem Buch A Terrible Experience: The Wreck of the 'Stella' , herausgegeben in London von Riddle, Taylor & Smith, fest.
Die britischen Dichter und Schriftsteller William McGonagall und Alfred Austin verarbeiteten das Unglück in Gedichten. Am 1833 von Königin Victoria eröffneten Kai The Royal Pier in Southampton steht heute ein Denkmal, das von der irischen Journalistin, Feministin und Tierrechtsaktivistin Frances Power Cobbe initiiert und mitfinanziert wurde. 1999 wurden anlässlich des 100. Jahrestags des Untergangs Gedenkbriefmarken veröffentlicht.

## Das Wrack
Das Wrack der Stella wurde erst im Juni 1973 eine Meile westlich der Casquets von den beiden Tauchern Richard Keen von der Insel Guernsey und Fred Shaw von der Insel Alderney gefunden. (49° 43′ 15,3″ N, 2° 23′ 59,5″ W) Die beiden Männer hatten eigentlich nach dem Wrack der Victory gesucht, einem Linienschiff der Royal Navy, das 1744 mit 1.100 Menschen an Bord vor den Casquets untergegangen war.
Das Wrack der Stella liegt in 49 m Tiefe und befindet sich an einem anderen Punkt, als ursprünglich vermutet wurde. Das Schiff liegt aufrecht auf dem Kiel und ist weitestgehend intakt. Um eine Plünderung der Überreste zu vermeiden, wurde die Stella zu Beginn der 1990er Jahre unter Denkmalschutz gestellt und unterliegt der Verantwortlichkeit des Forschungszentrums Maritime Trust of Alderney.
John Ovenden, ein Amateurtaucher von der Insel Jersey, filmte das Wrack im Sommer 1992 ausführlich. Das Videomaterial wurde Teil der TV-Dokumentation The Wreck of the Stella, die von der BBC in Großbritannien, vom Discovery Channel in den USA und vom NDR in Deutschland ausgestrahlt wurde. Ovenden veröffentlichte 1999 außerdem ein gleichnamiges Fachbuch über die Stella.